# گاردینر گرین هابرد
گاردینر گرین هابرد (انگلیسی: Gardiner Greene Hubbard; ۲۵ اوت ۱۸۲۲ – ۱۱ دسامبر ۱۸۹۷) وکیل، سرمایه‌گذار، کارآفرین و نیکوکار اهل ایالات متحده آمریکا بود، که در سال ۱۸۷۷ شرکت تلفن بل را تأسیس کرد. هابرد مؤسس و نخستین رئیس انجمن نشنال جئوگرافیک نیز محسوب می‌شد. وی پدر همسر مخترع تلفن؛ الکساندر گراهام بل بود.